# Piancó (kommun)
Piancó är en kommun i Brasilien.   Den ligger i delstaten Paraíba, i den östra delen av landet, 1 400 km nordost om huvudstaden Brasília. Antalet invånare är 15 465.
Följande samhällen finns i Piancó:
- Piancó

Omgivningarna runt Piancó är huvudsakligen savann. Runt Piancó är det glesbefolkat, med 12 invånare per kvadratkilometer.